# Ishika Chaudhary
Pour les articles homonymes, voir Chaudhary.
Ishika Chaudhary née le 15 avril 2000, est une joueuse indienne de hockey sur gazon. Elle évolue au poste de défenseure au Indian Oil Corporation Ltd. et avec l'équipe nationale indienne.

## Carrière
Elle a fait ses débuts en janvier 2022 lors de la Coupe d'Asie à Mascate.

## Palmarès
- : 1re à la Coupe d'Asie 2022.
- : 3e à la Ligue professionnelle 2021-2022.